# Хеспериде
Хеспериде (грч. Εσπερίδες, лат. Hesperides) су кћерке титана Атланта и богиње ноћи Никте. Биле су нимфе вечери и златне светлости заласка Сунца.

## Митологија
Биле су три и звале су се:
- Егла
- Еритија
- Хеспераретуза

Њих три, мада по неким изворима их је било и више (Егла (Aegle), Аретуза (Arethousa), Еритеја (Erytheia), Хеспера (Hespera), Хеспереја (Hespereia), Хесперуза (Hesperusa) и Хестија (Hestia)), су живеле на далеком западу у подручју данашње јужне Француске и Марока, и ту, уз змаја Ладона, чувале стабло са златним јабукама које је богиња Хера када је постала жена Зевса, добила, као венчани поклон, од богиње земље Геје, које се налазило на крајњем западу света, иза океана.

## Врт Хесперида
Врт са златним јабукама био је на планини Атлас или крај Тритонског језера, на западном углу света. У непосредној близини врта,
Атлас је држао небеса на својим раменима.
Врт је био венчани дар богиње Геје својој унуци Хери, па је врт њој био и посвећен. Врт је чувао бесмртни змај Ладон. Када је Персеј прошао кроз врт Хесперида, он је, помоћу Медузине главе, претворио Атласа у стену - Атлас је данас велики планински масив у Мароку и Тунису.
И Херакло, који је био потомак Персеја, је дошао у врт, да би убрао неколико златних јабука, као испуњење једног од задатака по налогу Еуристеја. Херакло је преварио Атласа и наговорио га да му донесе златне јабуке, а пре него што је отишао, Херакло је померио једну оближњу стену, и на том месту је из суве земље потекао поток.
Хеспериде су везано за овај догађај описале Херакла као неспретног грубијана, али ово је био срећан догађај, јер су неколико дана касније Аргонаути, када су стигли на обалу пустиње, у хесперијску равницу, Хеспериде су им утолиле жеђ, одвевши их до извора који је створио Херакло.